# 欧州補給機
| 欧州補給機 Automated Tranfer Vehicle      | 欧州補給機 Automated Tranfer Vehicle                                     |
| ----------------------------------------- | ------------------------------------------------------------------------ |
| 欧州補給機（2号機「ヨハネス・ケプラー」） |                                                                          |
| 詳細                                      |                                                                          |
| 目的:                                     | 国際宇宙ステーションへの推進剤、水、空気、ペイロード、実験装置などの供給 |
| 乗員:                                     | 無人                                                                     |
| 諸元                                      |                                                                          |
| 高さ:                                     | 10.3 m                                                                   |
| 直径:                                     | 4.5 m                                                                    |
| ペイロード:                               | 7,667 kg                                                                 |
| 能力                                      |                                                                          |
| 持続性:                                   | ISSと6ヶ月間ドッキング可能                                               |
| 遠地点:                                   | 400 km                                                                   |
| 近地点:                                   | 300 km                                                                   |
| 軌道傾斜角:                               | 51.6 度                                                                  |

欧州補給機（おうしゅうほきゅうき、Automated Transfer Vehicle: ATV）は、欧州宇宙機関 (ESA) が開発した、国際宇宙ステーション (ISS) に燃料や水、空気、補給品、実験装置を運搬する無人宇宙補給機。補給ミッションの他、大気の抵抗によって降下するISSを、リブーストによって軌道高度を調整する役割も担っている。
打ち上げはフランス領ギアナのクールー宇宙基地からアリアン5ロケットで行われ、約10日間の飛行の後、ISSへと到着しズヴェズダ後方のドッキングポートへ自動ドッキングする。
初飛行は数回に渡って延期されていたが、2008年3月9日（フランス領ギアナ時間）に初号機「ジュール・ヴェルヌ」が打ち上げられた。運用計画は2014年の5号機「ジョルジュ・ルメートル」で終了した。

## 概要
ATVはロシアのプログレス補給船を補完する目的で計画され、プログレスの3倍の輸送能力を持つ。液体や比較的壊れやすい貨物などは、プログレスと同様に気密の保たれた与圧部に格納されており、 ISSとドッキング中、宇宙飛行士は宇宙服の着用なしで与圧カーゴ区画へ入ることができる。与圧カーゴ区画は、スペースシャトルがISSとの間の貨物輸送の際にコンテナとして利用した、イタリア製の多目的補給モジュール (MPLM) の構造を基礎として開発された。またATVはプログレス同様、分離時にはISSのゴミを搭載して廃棄するコンテナとしても利用される。
ATVの打ち上げ時重量は20.7トンで、最大7.667トンまでの輸送能力を持つ。内訳は以下の通り。
- 1500 から 5500 kg のドライ・カーゴ（補給品、科学実験用ペイロードなど）
- 最大 840 kg の水
- 最大 100 kgのガス（窒素、酸素、空気）、各飛行で最大2種類のガスを積載可能
- ISSへの補給のための推進剤を最大 860 kg(燃料 306 kg、酸化剤 554 kg)。
- リブースト・マニューバや、ISSへの補給のための推進剤を最大4700 kg。ATVがリブーストで使用する推進剤はモノメチルヒドラジン燃料と酸化剤の四酸化二窒素 (N2O4) であるが、これはロシアモジュールの補給燃料（UDMH燃料とN2O4酸化剤）とは異なる。

ドッキング解除後、最大6.5トンのゴミを積載したATVは大気圏へと突入し、燃え尽きる。

## 開発

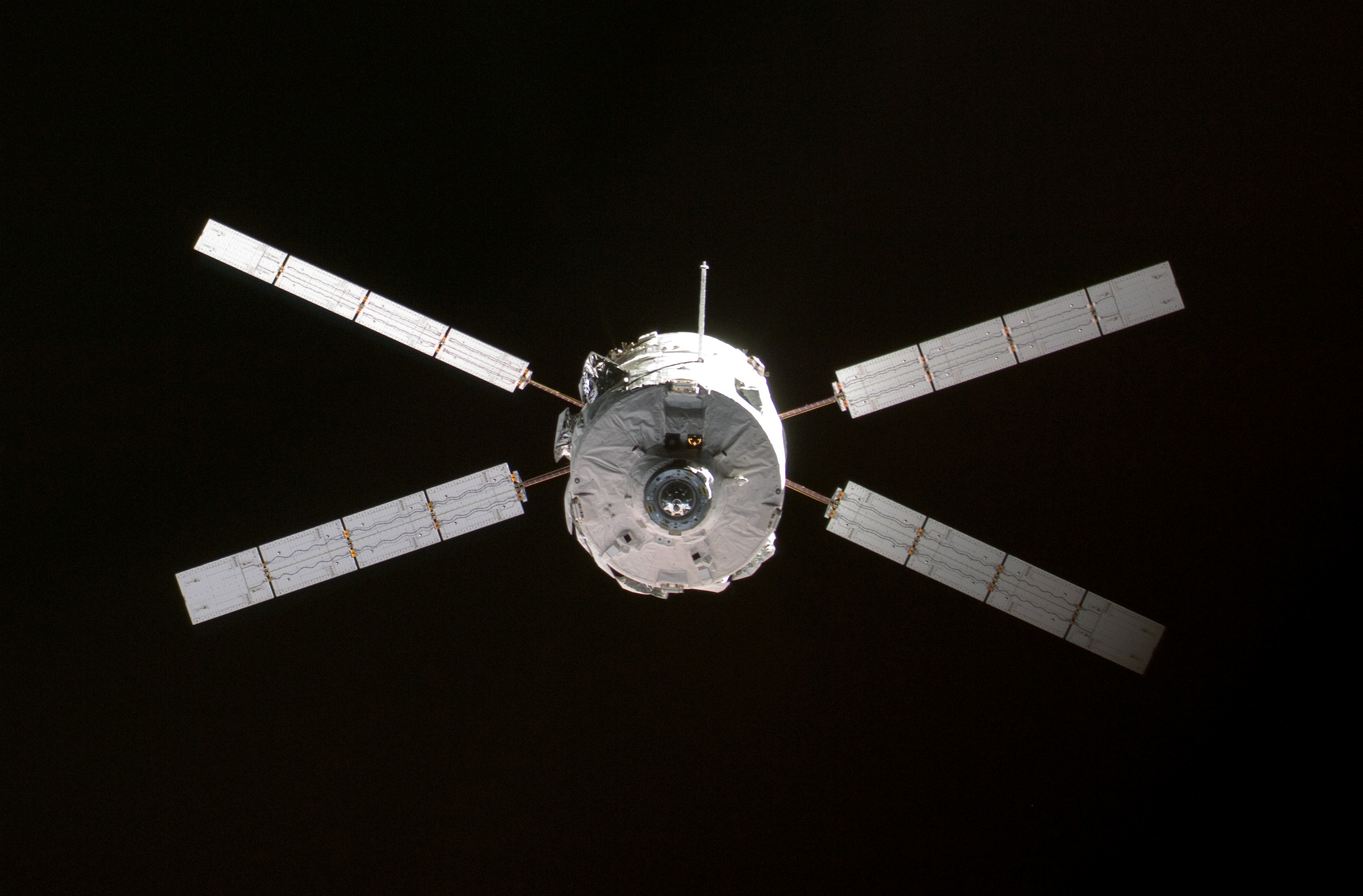
初号機「ジュール・ヴェルヌ」

ATVはEADSアストリアム・スペーストランスポーテーション社が中心となってコンソーシアムを結成して開発が行なわれた。主要請負業者のオフィスはフランスのレ・ムローに置かれていたが、開発が完了し初号機の製造が始まった時点でドイツのブレーメンへ移された。請負業者とESAの連携を容易にするために、開発期間中はESAの統合チームがレ・ムローに設立された。
初号機には「ジュール・ヴェルヌ」という名前が与えられた。近代初のサイエンス・フィクション作家であるジュール・ヴェルヌからその名が付けられた。
EADSアストリアム・スペーストランスポーテーションは、ATV-2以降は、「ジュール・ヴェルヌ」を組み立てたブレーメンの施設でATVを製造している。ATVを2年に約1機ずつ計5機打ち上げることに関して、2004年に契約と協定が調印された。
これを受けてロシアのRSCエネルギアは、EADSアストリアム・スペーストランスポーテーションの主な下請け会社の1社であるイタリアのアレーニア・スパーツィオ：現在はタレス・アレーニア・スペースへ、ロシアのドッキングシステム、燃料補給システム、ロシア装置の制御システムを提供する契約を4,000万ユーロで結んだ。EADSアストリアム・スペーストランスポーテーションが主導するプロジェクトの範囲内で、タレス・アレーニア・スペースはATVの与圧カーゴ区画を担当しており、この与圧貨物室はイタリアのトリノで製造されている。
2009年2月19日、ESAは欧州補給機2号機を、ドイツの天文学者にちなみ「ヨハネス・ケプラー」と命名した。
2010年3月16日、ESAは欧州補給機3号機を、イタリアの物理学者にちなみ「エドアルド・アマルディ」と命名した
。
2011年5月16日、ESAは欧州補給機4号機を、ドイツ／スイスの物理学者にちなみ「アルベルト・アインシュタイン」と命名した。
2012年2月16日、ESAは欧州補給機5号機を、ベルギーの物理学者にちなみ「ジョルジュ・ルメートル」と命名した
。
ATVは当初は7号機までの計画があったが、その後2機がキャンセルされ、5号機で計画は終了した。ESAはATV計画終了後にNASAのオリオン宇宙船（MPCV）の推進機構の開発に注力することになった。

## ミッション

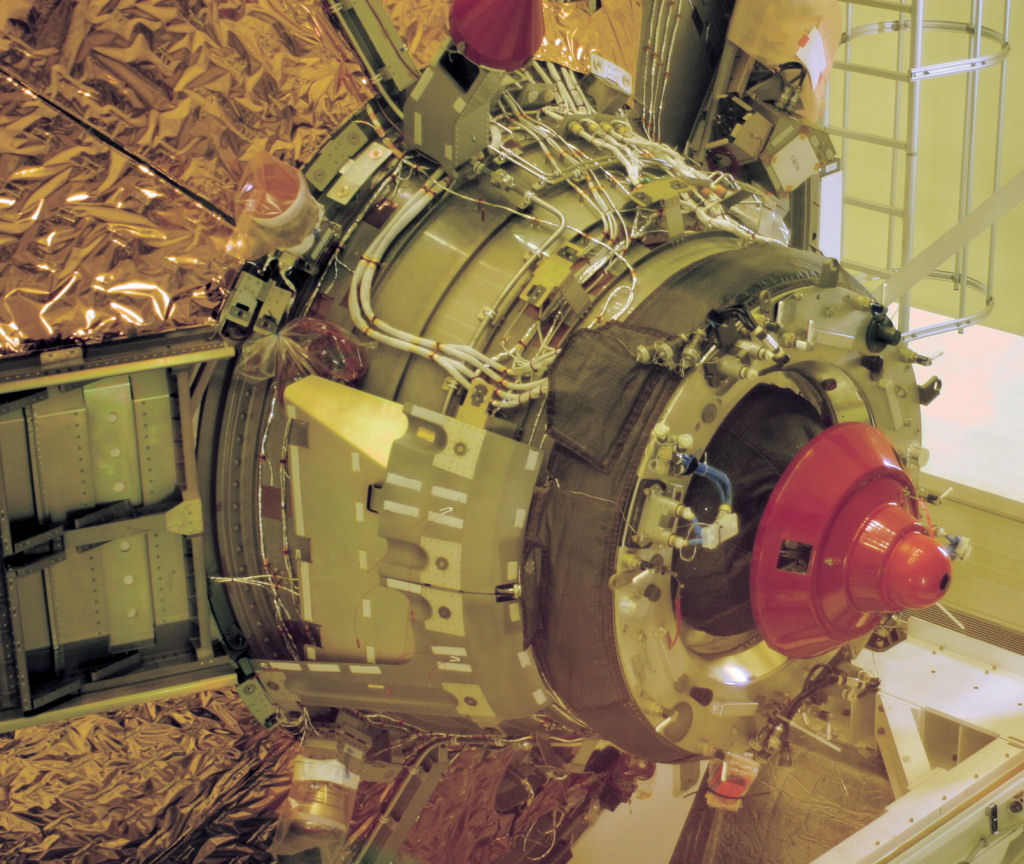
ATV初号機「ジュール・ヴェルヌ」のドッキング機構

ATVは、赤道付近にあるギアナ宇宙センターのELA-3発射施設から、アリアン5ロケットで300km上空の軌道へと打ち上げられる。ATVがロケットから分離されると誘導装置が起動し、スラスターを点火して加速して、ISSへ向かう遷移軌道に入る。
約10日間の軌道調整の後、ATVはISSの30km後方かつ5km下方の位置へ到達する。そして軌道を二周する間に最終アプローチを行なう。
ISSとのドッキングは日本の宇宙ステーション補給機（HTV）と違い、完全に自動で行なわれる。もしも最終段階で何らかの問題が発生した場合には、メインの誘導システムから完全に独立している一連の衝突回避マニューバが起動する。また非常時には、ISSの宇宙飛行士がドッキングの中止命令を送信することが出来るようになっている。
ATVがドッキングすると、ISSの乗員は貨物区画へと入りペイロードを運び出す。ATVの液体タンクはISSの配管へと接続され、液体がISS側のタンクへ移送される。また、乗組員はバルブを手動操作で開放することで空気を直接ISS船内へ放出する。ATVは最大で6ヶ月間、ハッチを開放したままでISSに留まる事ができる。空いた貨物区画にはISSで出たゴミが詰め込まれる。ドッキング中は必要に応じて、ATVのスラスターを使ってISSの高度の上昇および下降が行われる。
ミッションが完了すると、ごみを満載したATVはISSから分離し、スラスターを使って軌道速度を減速させることで周回軌道から離脱し、南太平洋上空で再突入する。
各機のミッションは以下のとおりである。
| 番号    | 名前                         | 打ち上げ日    | 成否 | ドッキング    | 再突入        |
| ------- | ---------------------------- | ------------- | ---- | ------------- | ------------- |
| ATV-001 | ジュール・ヴェルヌ           | 2008年3月9日  | 成功 | 2008年4月3日  | 2008年9月29日 |
| ATV-002 | ヨハネス・ケプラー           | 2011年2月16日 | 成功 | 2011年2月24日 | 2011年6月21日 |
| ATV-003 | エドアルド・アマルディ       | 2012年3月23日 | 成功 | 2012年3月28日 | 2012年10月3日 |
| ATV-004 | アルベルト・アインシュタイン | 2013年6月6日  | 成功 | 2013年6月15日 | 2013年11月2日 |
| ATV-005 | ジョルジュ・ルメートル       | 2014年7月29日 | 成功 | 2014年8月12日 | 2015年2月15日 |

## ATV発展型の計画
NASAが2010年までにスペースシャトルを退役させると決定したことから、欧州宇宙機関はATVの発展型や改良型の可能性を研究した。研究の多くは、ATVに物資回収能力を持たせるものだったが、いずれも検討段階までで終わった。
小型宇宙ステーションMSS (Mini space station) コンセプトは、将来へ向けて検討中のATV発展型案であった。この提案は、2つのドッキング装置を持つATVを複数、前後に連結していくものである。現在使われているATVでも主推進システムは筒型のトンネル状になっており、後方にドッキング装置を追加することを考慮した設計になっている。これにより、ATVがISSにドッキングしている間でも、ソユーズやプログレス補給船などのロシアの宇宙船は、ATVを間に挟むようにして後部へドッキングできるようになる。また生命維持システムを搭載すれば、MSSだけで小型宇宙ステーションとして利用することも考えられた。
PARES (PAyload REtrieval System) と名付けられた最初の研究は、ラデューガ (Raduga) に似た弾道カプセルをATVのドッキング部に組み込み、数十キログラムの貨物を帰還できるものであった。PARESは展開型の耐熱システムを特徴としていた。ESAはこのシステムを、プログレス補給船と宇宙ステーション補給機 (HTV) にも提案していた。
貨物往復機 (CARV: Cargo Ascent and Return Vehicle) 計画では、数トンの貨物を帰還できる、より大きなリフティング・カプセルを研究した。これは、ATVの与圧貨物区画の代わりに取り付けられることになっていた。さらに、最終的にはISSのアメリカ側にドッキングすることを目標としており、そうなれば現状では不可能な、国際標準実験ラック (ISPR) を丸ごと通すことができる。この構想は2010年までに実現できる可能性があったが、ESAの財政状況を理由として、CARVよりもPARESが優先された。しかし結局は、PARESの承認を得るための提案がESAの閣僚会議に提出されることもなかった。
ATVの打ち上げをアリアン5以外で行なう可能性も研究された。特にCOTSでは、アトラスやデルタによってATVを打ち上げる案が検討されたが、NASAはアメリカだけで補給ミッションを行なうことを選択し、ATVは不採用となった。
人員輸送機 (CTV: Crew Transport Vehicle) は、検討されたもう一つの案である。CARV案と同じく、現在の貨物キャリアを、与圧再突入カプセルと置き換える。貨物型との大きな違いは、非常事態が起きると有人カプセルをロケットやサービスモジュールから引きはがすため、いくつかのブースターロケットを装備した乗員脱出システムを備えている点である。ATVのCTV派生型は、4〜5人の乗員を乗せることができる仕様であった。

### 提案された有人型
2008年5月14日、EADSアストリアムとドイツ航空宇宙センター (DLR) は、ATVを基にした人員輸送システムの計画を発表した。この宇宙船は3人乗りで、改良型のアリアン5ロケットで地球低軌道に投入でき、ロシアのソユーズ宇宙船より広々としている。提案中の宇宙船の模型は、2008年にベルリンで行われた国際航空宇宙展示会で発表された。計画がESAの承認を得られれば、2段階の開発が行われる計画だったが、結果的には認められなかった。
第1段階の無人型は、前述のCARVと同様に貨物を宇宙から地上へ安全に輸送できるもので、2013年までに開発。もしここまでで開発が打ち切られても、ESAは貨物機として利用できる。ISS計画のほか、NASAが提案中の火星サンプルリターンにも役立てることができる。この段階の開発に要する費用は、EADSアストリウムによれば、およそ10億ユーロ（約2000億円）以下だという。
第2段階では、第1段階のカプセルを安全な人員輸送に使えるよう改良する。EADSアストリウムの上級代表者によれば、開発期間は4〜5年で、20億ユーロを要するという。
なお、ESAとEADSアストリウムは、ロシア宇宙庁とCSTS計画も検討していた。CSTSはATVの貨物キャリアをロシア製の有人カプセルと置き換えたようなコンセプトであり、ATV有人型との違いはカプセルもEADSが開発するかという点に過ぎない。